# Manuel Lopez
Manuel Lopez (Molo, 9 juni 1876 - ?) was een Filipijns politicus.

## Biografie
Manuel Lopez werd geboren op 9 juni 1876 in Molo, tegenwoordig een district in de Filipijnse stad Iloilo City. Hij studeerde rechten aan de University of Santo Tomas en behaalde aan die instelling in 1898 zijn bachelor-diploma rechten. Op 29 november 1901 werd hij door het Hooggerechtshof van de Filipijnen toegelaten tot de Filipijnse balie. 
Van 1906 tot 1907 was Lopez gouverneur van de provincie Negros Occidental. Bij de verkiezingen van 1916 werd Lopez namens het 8e Senaatsdistrict gekozen in de Senaat van de Filipijnen. Omdat hij minder stemmen behaalde dan Espiridion Guanco in zijn district won hij een termijn van drie jaar tot 1919. 